# Fortuna Sittard
Il Fortuna Sittard è una società calcistica olandese con sede nella città di Sittard. Milita in Eredivisie, la massima serie del calcio olandese.
Il club è nato nel 1968 dalla fusione tra Fortuna 54 e Sittardia. Il Fortuna, avente sede a Geleen, era la squadra più importante fra le due, vantando nel proprio palmarès due Coppe d'Olanda e un secondo posto nel campionato 1956-1957 alle spalle dell'Ajax, ma fu costretta alla fusione per risolvere i propri problemi finanziari.

## Storia
Durante la sua storia il club ha vissuto alterne fortune. Subito dopo la fondazione arrivò all'ultimo posto retrocedendo in Eerste Divisie, dove rimase per tredici anni prima di riaffacciarsi in Eredivisie nel 1982-1983. L'anno seguente arrivò in finale in KNVB Beker, dove venne sconfitto dal Feyenoord già Campione d'Olanda, ottenendo però la possibilità di giocare nella Coppa delle Coppe 1984-1985.
Rimase nella massima serie per quasi vent'anni, grazie all'apporto di numerosi talenti cresciuti nelle file delle squadre giovanili come Kevin Hofland, Mark van Bommel e Fernando Ricksen. La retrocessione arrivò nel 2001-2002, e ad essa seguirono anche grosse difficoltà finanziarie che portarono il Fortuna sull'orlo della bancarotta. Il club riuscì in seguito a pagare gran parte dei suoi debiti vendendo il suo nuovo stadio Trendwork arena, ma le prestazioni sul terreno di gioco non migliorarono e il Fortuna arrivò all'ultimo posto in Eerste Divisie per tre stagioni consecutive. In particolare nel 2005-06 stabilì un nuovo record negativo per il calcio professionistico olandese, con 28 partite di fila senza una vittoria.
Il 4 febbraio 2009, stante il perdurare delle difficoltà finanziarie, fu annunciata la fusione del Fortuna Sittard con il Roda Kerkrade, squadra di Eredivisie anch'essa con gravi problemi di bilancio. La nuova squadra, che avrebbe preso il nome di FC Limburg avrebbe giocato le partite interne a Kerkrade mentre nello stadio del Fortuna si sarebbero dovuti disputare i match delle selezioni giovanili. A causa delle manifestazioni di protesta da parte dei tifosi, e del rifiuto da parte della provincia del Limburgo di sostenere finanziariamente il nuovo potenziale club, la fusione è stata in seguito annullata.
Il 19 maggio 2009 la KNVB ha ritirato al Fortuna Sittard la licenza per disputare il campionato 2009-10 a causa degli eccessivi debiti. Il Fortuna ha però fatto ricorso, e il 17 giugno 2009 il tribunale di Utrecht lo ha accolto imponendo alla KNVB di accettare l'iscrizione della squadra.
Dopo più di un decennio dalla sua ultima apparizione e dopo anni di tremende condizioni finanziarie che hanno costretto al club di retrocedere in Eerste Divisie nel 2002-2003, il Fortuna Sittard torna in Eredivisie per la stagione 2018-2019, grazie al secondo posto ottenuto nella Eerste Divisie 2017-2018. L'apice della nuova avventura nella massima serie viene toccato il 16 dicembre 2018, quando il club trionfa, a sorpresa, sul campo del Feyenoord per 2-0. Nonostante una buona parte centrale di campionato, il club viene poi risucchiato in classifica, giungendo in prossimità delle posizioni calde della retrocessione. L'importante vittoria per 2-1 sul fanalino di coda NAC Breda, impegnato appunto nella salvezza, e la sconfitta del turno seguente dell’Excelsior per 3-1 contro l’ADO Den Haag permettono al club di raggiungere la matematica salvezza con due giornate di anticipo. Il Fortuna Sittard conclude, così, al 15º posto in classifica con 34 punti, uno in più dell’Excelsior occupante una delle due posizioni valide per gli spareggi retrocessione.

## Allenatori
Fortuna '54
- 1956/57:  Friedrich Donnenfeld
- 1957/58:  Bram Appel
- 1958/59:  Harry Verhardt
- 1959-61:  Friedrich Donnenfeld
- 1961-63:  Jung Schlangen
- 1963-65:  Wim Latten
- 1965/66:  Max Schirschin
- 1966/67:  Karl-Heinz Marotzke
- 1967/68:  Bram Appel

Sittardia
- Frans Debruyn
- Vladimir Beara (1966–1968)
- Frans Debruyn (1968)

Fortuna Sittard
- Frans Debruyn (1968–69)
- Henk Reuvers (1969–70)
- Evert Teunissen (1970–72)
- Cor Brom (1972–76)
- Cor van der Hart (1976–77)
- Joop Castenmiller (1977–80)
- Frans Körver (1980–84)
- Bert Jacobs (1984–87)
- Hans van Doorneveld (1987–89)
- Han Berger (1989–91)
- Georg Keßler (1991–92)
- Chris Dekker (1992–94)
- Pim Verbeek (1994–97)
- Bert van Marwijk (1997-00)
- Henk Duut (2000–01)
- Frans Thijssen (2000–01)
- Hans Verèl (2001)
- Hans de Koning (2001–04)
- Chris Dekker (2004–06)
- Frans Körver (2006–07)
- Henk Wisman (2007)
- Roger Reijners (2007–2010)
- Wim Dusseldorp (2010–2011)
- Tini Ruys (2011-2012)
- Willy Boessen (2012-2014)
- Peter van Vossen (2014-2015)
- Ben van Dael (2015-2016)
- Sunday Oliseh (2017-2018)
- Cláudio Braga (2018)
- René Eijer (2018-2019)
- Sjors Ultee (2019-2020)
- Kevin Hofland (2020)
- Sjors Ultee (2020-2022)
- Julio Velázquez (2022-2023)
- Danny Buijs (2023-)

## Calciatori

### Vincitori di titoli
Campioni d'Europa
- Wim Koevermans (Germania Ovest 1988)

## Palmarès

### Competizioni nazionali
- Coppa dei Paesi Bassi: 2

1956-1957, 1963-1964
- Eerste Divisie: 4

1958-1959, 1963-1964, 1965-1966, 1994-1995

### Altri piazzamenti
- Campionato olandese:

Secondo posto: 1956-1957
Terzo posto: 1958-1959
- Coppa dei Paesi Bassi:

Finalista: 1983-1984, 1998-1999
Semifinalista: 1970-1971
- Eerste Divisie:

Secondo posto: 1981-1982, 2017-2018
- Coppa Intertoto UEFA:

Semifinalista: 1998

## Statistiche

### Statistiche nelle competizioni UEFA
Tabella aggiornata alla fine della stagione 2018-2019.
| Competizione      | Partecipazioni | G | V | N | P | RF | RS |
| ----------------- | -------------- | - | - | - | - | -- | -- |
| Coppa delle Coppe | 2              | 8 | 2 | 2 | 4 | 9  | 12 |
| Coppa Intertoto   | 1              | 4 | 2 | 1 | 1 | 8  | 6  |

## Organico

### Rosa 2025-2026
Aggiornata al 29 luglio 2025.
| N. |                        | Ruolo | Calciatore          |
| -- | ---------------------- | ----- | ------------------- |
| 1  | Paesi Bassi (bandiera) | P     | Luuk Koopmans       |
| 4  | Belgio (bandiera)      | D     | Shawn Adewoye       |
| 6  | Paesi Bassi (bandiera) | D     | Syb van Ottele      |
| 7  | Svezia (bandiera)      | C     | Kristoffer Peterson |
| 8  | Paesi Bassi (bandiera) | C     | Jasper Dahlhaus     |
| 9  | Paesi Bassi (bandiera) | A     | Kaj Sierhuis        |
| 10 | Croazia (bandiera)     | C     | Alen Halilović      |
| 11 | Francia (bandiera)     | C     | Makan Aïko          |
| 12 | Portogallo (bandiera)  | D     | Ivo Pinto           |
| 17 | Turchia (bandiera)     | A     | Onur Demir          |
| 20 | Francia (bandiera)     | C     | Edouard Michut      |

| N. |                                 | Ruolo | Calciatore           |
| -- | ------------------------------- | ----- | -------------------- |
| 28 | Croazia (bandiera)              | C     | Josip Mitrović       |
| 31 | Paesi Bassi (bandiera)          | P     | Mattjs Branderhorst  |
| 32 | Francia (bandiera)              | C     | Loreintz Rosier      |
| 38 | Paesi Bassi (bandiera)          | C     | Tristan Schenkhuizen |
| 71 | Belgio (bandiera)               | P     | Ramazan Bayram       |
| 77 | Bosnia ed Erzegovina (bandiera) | C     | Luka Tunjić          |
| 80 | Svizzera (bandiera)             | C     | Ryan Fosso           |
|    | Paesi Bassi (bandiera)          | D     | Mitchell Dijks       |
|    | Paesi Bassi (bandiera)          | D     | Daley Sinkgraven     |
|    | Paesi Bassi (bandiera)          | C     | Mohamed Ihattaren    |

### Rosa 2024-2025
Aggiornata al 5 febbraio 2025.
| N. |                        | Ruolo | Calciatore          |
| -- | ---------------------- | ----- | ------------------- |
| 1  | Paesi Bassi (bandiera) | P     | Luuk Koopmans       |
| 4  | Belgio (bandiera)      | D     | Shawn Adewoye       |
| 5  | Austria (bandiera)     | D     | Darijo Grujcic      |
| 6  | Paesi Bassi (bandiera) | D     | Syb van Ottele      |
| 7  | Svezia (bandiera)      | C     | Kristoffer Peterson |
| 8  | Paesi Bassi (bandiera) | C     | Jasper Dahlhaus     |
| 9  | Paesi Bassi (bandiera) | A     | Kaj Sierhuis        |
| 10 | Croazia (bandiera)     | C     | Alen Halilović      |
| 11 | Francia (bandiera)     | C     | Makan Aïko          |
| 12 | Portogallo (bandiera)  | D     | Ivo Pinto           |
| 14 | Brasile (bandiera)     | D     | Rodrigo Guth        |
| 17 | Turchia (bandiera)     | A     | Onur Demir          |
| 20 | Francia (bandiera)     | C     | Edouard Michut      |

| N. |                                 | Ruolo | Calciatore           |
| -- | ------------------------------- | ----- | -------------------- |
| 22 | RD del Congo (bandiera)         | C     | Samuel Bastien       |
| 23 | Capo Verde (bandiera)           | C     | Alessio Da Cruz      |
| 28 | Croazia (bandiera)              | C     | Josip Mitrović       |
| 31 | Paesi Bassi (bandiera)          | P     | Mattjs Branderhorst  |
| 32 | Francia (bandiera)              | C     | Loreintz Rosier      |
| 33 | Argentina (bandiera)            | C     | Ezequiel Bullaude    |
| 35 | Paesi Bassi (bandiera)          | D     | Mitchell Dijks       |
| 38 | Paesi Bassi (bandiera)          | C     | Tristan Schenkhuizen |
| 71 | Belgio (bandiera)               | P     | Ramazan Bayram       |
| 77 | Bosnia ed Erzegovina (bandiera) | C     | Luka Tunjić          |
| 80 | Svizzera (bandiera)             | C     | Ryan Fosso           |
|    | Paesi Bassi (bandiera)          | D     | Daley Sinkgraven     |
|    | Serbia (bandiera)               | A     | Bojan Radulović      |

### Rosa 2023-2024
Aggiornata al 23 gennaio 2024.
| N. |                        | Ruolo | Calciatore          |
| -- | ---------------------- | ----- | ------------------- |
| 1  | Paesi Bassi (bandiera) | P     | Luuk Koopmans       |
| 2  | Belgio (bandiera)      | D     | Siemen Voet         |
| 3  | Togo (bandiera)        | D     | Sadik Fofana        |
| 6  | Paesi Bassi (bandiera) | C     | Deroy Duarte        |
| 7  | Spagna (bandiera)      | C     | Iñigo Córdoba       |
| 8  | Svezia (bandiera)      | C     | Kristoffer Peterson |
| 9  | Paesi Bassi (bandiera) | A     | Kaj Sierhuis        |
| 10 | Croazia (bandiera)     | C     | Alen Halilović      |
| 11 | Serbia (bandiera)      | A     | Marko Lazetić       |
| 12 | Portogallo (bandiera)  | D     | Ivo Pinto           |
| 14 | Brasile (bandiera)     | D     | Rodrigo Guth        |
| 15 | Turchia (bandiera)     | C     | Oğuzhan Özyakup     |
| 17 | Paesi Bassi (bandiera) | C     | Iman Griffith       |

| N. |                        | Ruolo | Calciatore         |
| -- | ---------------------- | ----- | ------------------ |
| 19 | Kosovo (bandiera)      | C     | Arianit Ferati     |
| 20 | Algeria (bandiera)     | C     | Mouhamed Belkheir  |
| 21 | Paesi Bassi (bandiera) | C     | Justin Lonwijk     |
| 22 | Paesi Bassi (bandiera) | P     | Tom Hendriks       |
| 23 | Capo Verde (bandiera)  | A     | Alessio Da Cruz    |
| 24 | Curaçao (bandiera)     | D     | Nathangelo Markelo |
| 27 | Paesi Bassi (bandiera) | A     | Jayden Braaf       |
| 32 | Francia (bandiera)     | C     | Loreintz Rosier    |
| 33 | Grecia (bandiera)      | D     | Dīmītrios Siovas   |
| 34 | Paesi Bassi (bandiera) | C     | Ragnar Oratmangoen |
| 35 | Paesi Bassi (bandiera) | D     | Mitchell Dijks     |
| 39 | Belgio (bandiera)      | C     | Milan Robberechts  |
| 61 | Madagascar (bandiera)  | D     | Rémy Vita          |

### Rosa 2022-2023
Aggiornata al 19 febbraio 2023.
| N. |                        | Ruolo | Calciatore       |
| -- | ---------------------- | ----- | ---------------- |
| 1  | Paesi Bassi (bandiera) | P     | Yanick van Osch  |
| 2  | Spagna (bandiera)      | D     | Ximo Navarro     |
| 3  | Grecia (bandiera)      | C     | Vasilios Sourlis |
| 4  | Paesi Bassi (bandiera) | D     | Roel Janssen     |
| 5  | Inghilterra (bandiera) | D     | George Cox       |
| 6  | Paesi Bassi (bandiera) | C     | Deroy Duarte     |
| 7  | Spagna (bandiera)      | C     | Iñigo Córdoba    |
| 10 | Paesi Bassi (bandiera) | C     | Mats Seuntjens   |
| 11 | Paesi Bassi (bandiera) | A     | Paul Gladon      |
| 12 | Portogallo (bandiera)  | D     | Ivo Pinto        |
| 14 | Brasile (bandiera)     | D     | Rodrigo Guth     |
| 15 | Turchia (bandiera)     | C     | Oğuzhan Özyakup  |
| 17 | Turchia (bandiera)     | A     | Burak Yılmaz     |
| 18 | Paesi Bassi (bandiera) | D     | Mike van Beijnen |

| N. |                        | Ruolo | Calciatore         |
| -- | ---------------------- | ----- | ------------------ |
| 19 | Kosovo (bandiera)      | C     | Arianit Ferati     |
| 21 | Turchia (bandiera)     | C     | Doğan Erdoğan      |
| 22 | Paesi Bassi (bandiera) | P     | Tom Hendriks       |
| 28 | Paesi Bassi (bandiera) | D     | Bryant Nieling     |
| 29 | Paesi Bassi (bandiera) | A     | Thomas Buitink     |
| 31 | Croazia (bandiera)     | P     | Ivor Pandur        |
| 33 | Grecia (bandiera)      | D     | Dīmītrios Siovas   |
| 34 | Turchia (bandiera)     | C     | Tunahan Taşçı      |
| 55 | Croazia (bandiera)     | D     | Stipe Radić        |
| 61 | Madagascar (bandiera)  | D     | Rémy Vita          |
| 74 | Italia (bandiera)      | A     | Gianmarco Cangiano |
| 77 | Paesi Bassi (bandiera) | A     | Tijjani Noslin     |
| 85 | Portogallo (bandiera)  | D     | Umaro Embaló       |

### Rosa 2021-2022
Aggiornata all'8 gennaio 2022.
| N. |                         | Ruolo | Calciatore      |
| -- | ----------------------- | ----- | --------------- |
| 1  | Paesi Bassi (bandiera)  | P     | Yanick van Osch |
| 2  | Svizzera (bandiera)     | D     | Martin Angha    |
| 4  | Paesi Bassi (bandiera)  | D     | Roel Janssen    |
| 5  | Brasile (bandiera)      | D     | Rodrigo Guth    |
| 6  | Paesi Bassi (bandiera)  | C     | Deroy Duarte    |
| 10 | Paesi Bassi (bandiera)  | C     | Mats Seuntjens  |
| 11 | Paesi Bassi (bandiera)  | A     | Paul Gladon     |
| 12 | Portogallo (bandiera)   | D     | Ivo Pinto       |
| 14 | Svezia (bandiera)       | C     | Tesfaldet Tekie |
| 17 | RD del Congo (bandiera) | C     | Jordan Botaka   |
| 18 | Paesi Bassi (bandiera)  | D     | Nigel Lonwijk   |
| 19 | Germania (bandiera)     | C     | Arianit Ferati  |
| 20 | Turchia (bandiera)      | C     | Doğan Erdoğan   |

| N. |                        | Ruolo | Calciatore        |
| -- | ---------------------- | ----- | ----------------- |
| 21 | Turchia (bandiera)     | C     | Yiğit Emre Çeltik |
| 24 | Francia (bandiera)     | A     | Samy Baghdadi     |
| 25 | Belgio (bandiera)      | D     | Mickaël Tirpan    |
| 27 | Paesi Bassi (bandiera) | D     | Ronan Pluijmen    |
| 28 | Irlanda (bandiera)     | C     | Ryan Johansson    |
| 29 | Paesi Bassi (bandiera) | C     | Richie Musaba     |
| 32 | Germania (bandiera)    | P     | Felix Dornebusch  |
| 33 | Grecia (bandiera)      | D     | Dīmītrios Siovas  |
| 35 | Inghilterra (bandiera) | D     | George Cox        |
| 41 | Paesi Bassi (bandiera) | P     | Tom Hendriks      |
| 48 | Paesi Bassi (bandiera) | D     | Stijn Hogervorst  |
| 77 | Paesi Bassi (bandiera) | A     | Tijjani Noslin    |

### Rosa 2020-2021
Aggiornata al 9 febbraio 2021.
| N. |                        | Ruolo | Calciatore              |
| -- | ---------------------- | ----- | ----------------------- |
| 1  | Paesi Bassi (bandiera) | P     | Yanick van Osch         |
| 2  | Svizzera (bandiera)    | D     | Martin Angha            |
| 4  | Belgio (bandiera)      | D     | Dario van den Buijs     |
| 5  | Paesi Bassi (bandiera) | D     | Roel Janssen            |
| 7  | Capo Verde (bandiera)  | A     | Lisandro Semedo         |
| 8  | Paesi Bassi (bandiera) | C     | Zian Flemming           |
| 9  | Germania (bandiera)    | A     | Sebastian Polter        |
| 10 | Paesi Bassi (bandiera) | C     | Mats Seuntjens          |
| 11 | Svezia (bandiera)      | A     | Emil Hansson            |
| 12 | Paesi Bassi (bandiera) | D     | Clint Essers            |
| 14 | Svezia (bandiera)      | C     | Tesfaldet Tekie         |
| 17 | Grecia (bandiera)      | A     | Dīmītrios Emmanouīlidīs |
| 18 | Paesi Bassi (bandiera) | D     | Mike van Beijnen        |

| N. |                         | Ruolo | Calciatore         |
| -- | ----------------------- | ----- | ------------------ |
| 20 | Paesi Bassi (bandiera)  | A     | Arian Kastrati     |
| 21 | Francia (bandiera)      | D     | Grégoire Amiot     |
| 23 | Paesi Bassi (bandiera)  | C     | Ben Rienstra       |
| 24 | Paesi Bassi (bandiera)  | C     | Nassim El Ablak    |
| 25 | Belgio (bandiera)       | D     | Mickaël Tirpan     |
| 27 | RD del Congo (bandiera) | C     | Samuel Moutoussamy |
| 33 | Paesi Bassi (bandiera)  | A     | Leroy George       |
| 35 | Inghilterra (bandiera)  | D     | George Cox         |
| 40 | Germania (bandiera)     | P     | Joshua Wehking     |
| 41 | Paesi Bassi (bandiera)  | P     | Tom Hendriks       |
| 44 | Grecia (bandiera)       | D     | Lazaros Rota       |
| 55 | Belgio (bandiera)       | A     | Thibaud Verlinden  |
| 77 | Moldavia (bandiera)     | P     | Alexei Koșelev     |

### Rosa 2019-2020
Aggiornata al 28 gennaio 2020.
| N. |                        | Ruolo | Calciatore         |
| -- | ---------------------- | ----- | ------------------ |
| 2  | Svizzera (bandiera)    | D     | Martin Angha       |
| 3  | Paesi Bassi (bandiera) | D     | Wessel Dammers     |
| 4  | Slovacchia (bandiera)  | D     | Branislav Niňaj    |
| 5  | Francia (bandiera)     | D     | Grégoire Amiot     |
| 6  | Paesi Bassi (bandiera) | C     | Jorrit Smeets      |
| 7  | Finlandia (bandiera)   | A     | Rasmus Karjalainen |
| 8  | Spagna (bandiera)      | C     | Álex Carbonell     |
| 9  | Germania (bandiera)    | A     | Bassala Sambou     |
| 10 | Paesi Bassi (bandiera) | C     | Mark Diemers       |
| 11 | Francia (bandiera)     | A     | Djibril Dianessy   |
| 12 | Paesi Bassi (bandiera) | D     | Clint Essers       |
| 14 | Svezia (bandiera)      | C     | Tesfaldet Tekie    |
| 15 | Germania (bandiera)    | D     | Felix Passlack     |
| 16 | Galles (bandiera)      | D     | Cian Harries       |

| N. |                        | Ruolo | Calciatore          |
| -- | ---------------------- | ----- | ------------------- |
| 20 | Paesi Bassi (bandiera) | C     | Amadou Ciss         |
| 21 | Ungheria (bandiera)    | C     | Áron Dobos          |
| 22 | Belgio (bandiera)      | C     | Adnan Ugur          |
| 24 | Paesi Bassi (bandiera) | C     | Nassim El Ablak     |
| 25 | Germania (bandiera)    | C     | Dīmītrios Iōannidīs |
| 26 | Paesi Bassi (bandiera) | C     | Bo Breukers         |
| 27 | Paesi Bassi (bandiera) | P     | Rowen Koot          |
| 28 | Slovenia (bandiera)    | P     | Ažbe Jug            |
| 29 | Finlandia (bandiera)   | D     | Patrik Raitanen     |
| 34 | Paesi Bassi (bandiera) | C     | Leandro Fernandes   |
| 35 | Inghilterra (bandiera) | D     | George Cox          |
| 70 | Belgio (bandiera)      | A     | Jacky Donkor        |
| 77 | Moldavia (bandiera)    | P     | Alexei Koșelev      |

### Rosa 2018-2019
Aggiornata al 24 gennaio 2019.
| N. |                        | Ruolo | Calciatore         |
| -- | ---------------------- | ----- | ------------------ |
| 1  | Turchia (bandiera)     | P     | Aykut Özer         |
| 2  | Paesi Bassi (bandiera) | D     | Clint Essers       |
| 3  | Paesi Bassi (bandiera) | D     | Wessel Dammers     |
| 4  | Paesi Bassi (bandiera) | D     | Kai Heerings       |
| 5  | Slovacchia (bandiera)  | D     | Branislav Niňaj    |
| 6  | Paesi Bassi (bandiera) | C     | Jorrit Smeets      |
| 7  | Portogallo (bandiera)  | A     | André Vidigal      |
| 8  | Marocco (bandiera)     | C     | Ahmed El Messaoudi |
| 9  | Stati Uniti (bandiera) | A     | Andrija Novakovich |
| 10 | Paesi Bassi (bandiera) | C     | Mark Diemers       |
| 11 | Francia (bandiera)     | A     | Djibril Dianessy   |
| 13 | Belgio (bandiera)      | D     | Marco Ospitalieri  |
| 14 | Portogallo (bandiera)  | C     | Lisandro Semedo    |
| 15 | Paesi Bassi (bandiera) | D     | Calvin Mac-Intosch |
| 17 | Belgio (bandiera)      | D     | Alessandro Ciranni |
| 19 | Paesi Bassi (bandiera) | A     | Finn Stokkers      |

| N. |                        | Ruolo | Calciatore       |
| -- | ---------------------- | ----- | ---------------- |
| 20 | Paesi Bassi (bandiera) | C     | Amadou Ciss      |
| 21 | Ungheria (bandiera)    | C     | Áron Dobos       |
| 22 | Paesi Bassi (bandiera) | A     | Gavin Vlijter    |
| 23 | Portogallo (bandiera)  | D     | Mica             |
| 25 | Paesi Bassi (bandiera) | C     | Lars Hutten      |
| 27 | Paesi Bassi (bandiera) | P     | Rowen Koot       |
| 28 | Slovenia (bandiera)    | P     | Ažbe Jug         |
| 30 | Venezuela (bandiera)   | D     | Rubén Ramírez    |
| 31 | Germania (bandiera)    | D     | Anthony Syhre    |
| 32 | Australia (bandiera)   | C     | George Mells     |
| 33 | Albania (bandiera)     | C     | Agim Zeka        |
| 34 | Spagna (bandiera)      | C     | José Rodríguez   |
| 77 | Moldavia (bandiera)    | P     | Alexei Koșelev   |
| 97 | Grecia (bandiera)      | C     | Lazaros Lamprou  |
|    | Moldavia (bandiera)    | A     | Vitalie Damașcan |

### Rosa 2017-2018
Aggiornata al 14 marzo 2018.
| N. |                               | Ruolo | Calciatore        |
| -- | ----------------------------- | ----- | ----------------- |
| 1  | Portogallo (bandiera)         | P     | Miguel Santos     |
| 2  | Germania (bandiera)           | D     | Christopher Braun |
| 3  | Paesi Bassi (bandiera)        | D     | Perr Schuurs      |
| 4  | Paesi Bassi (bandiera)        | D     | Kai Heerings      |
| 5  | Belgio (bandiera)             | D     | Marco Ospitalieri |
| 6  | Paesi Bassi (bandiera)        | D     | Wessel Dammers    |
| 7  | Portogallo (bandiera)         | A     | André Vidigal     |
| 9  | Paesi Bassi (bandiera)        | A     | Finn Stokkers     |
| 10 | Paesi Bassi (bandiera)        | C     | Gavin Vlijter     |
| 11 | Francia (bandiera)            | A     | Djibril Dianessy  |
| 12 | Paesi Bassi (bandiera)        | D     | Clint Essers      |
| 14 | Paesi Bassi (bandiera)        | A     | Lisandro Semedo   |
| 15 | Macedonia del Nord (bandiera) | D     | Stefan Aškovski   |
| 17 | Paesi Bassi (bandiera)        | C     | Dries Saddiki     |

| N. |                        | Ruolo | Calciatore       |
| -- | ---------------------- | ----- | ---------------- |
| 18 | Paesi Bassi (bandiera) | C     | Jorrit Smeets    |
| 19 | Paesi Bassi (bandiera) | C     | Sander Rau       |
| 21 | Turchia (bandiera)     | P     | Aykut Özer       |
| 22 | Paesi Bassi (bandiera) | A     | Mohamed Kourouma |
| 23 | Portogallo (bandiera)  | D     | Mica             |
| 24 | Paesi Bassi (bandiera) | C     | Luc Tinnemans    |
| 25 | Paesi Bassi (bandiera) | C     | Lars Hutten      |
| 26 | Paesi Bassi (bandiera) | C     | Bo Breukers      |
| 27 | Paesi Bassi (bandiera) | C     | Raghmani Carli   |
| 28 | Serbia (bandiera)      | C     | Lazar Kojić      |
| 31 | Paesi Bassi (bandiera) | P     | Job van de Walle |
| 36 | Inghilterra (bandiera) | C     | Todd Cantwell    |
| 99 | Turchia (bandiera)     | C     | Ufukcan Engin    |

### Rosa 2016-2017
Aggiornata al 2 settembre 2016
| N. |                        | Ruolo | Calciatore               |
| -- | ---------------------- | ----- | ------------------------ |
| 1  | Paesi Bassi (bandiera) | P     | Leon ter Wielen          |
| 2  | Germania (bandiera)    | D     | Christopher Braun        |
| 3  | Paesi Bassi (bandiera) | D     | Ferry de Regt (capitano) |
| 4  | Bulgaria (bandiera)    | C     | Kamen Hadžiev            |
| 6  | Paesi Bassi (bandiera) | D     | Luc Mares                |
| 8  | Paesi Bassi (bandiera) | C     | Jordie Briels            |
| 9  | Germania (bandiera)    | A     | Junior Torunarigha       |
| 10 | Paesi Bassi (bandiera) | A     | Frank Wiafe              |
| 11 | Marocco (bandiera)     | C     | Aziz Khalouta            |
| 12 | Paesi Bassi (bandiera) | D     | Demen Roumen             |
| 15 | Belgio (bandiera)      | D     | Marco Ospitalieri        |
| 16 | Paesi Bassi (bandiera) | C     | Gavin Vlijter            |
| 17 | Paesi Bassi (bandiera) | C     | Dries Saddiki            |
| 18 | Paesi Bassi (bandiera) | C     | Roald van Hout           |
| 19 | Francia (bandiera)     | D     | Djibril Dianessy         |

| N. |                               | Ruolo | Calciatore        |
| -- | ----------------------------- | ----- | ----------------- |
| 20 | Slovenia (bandiera)           | D     | Emir Dautović     |
| 21 | Belgio (bandiera)             | P     | Paul van der Helm |
| 22 | Paesi Bassi (bandiera)        | C     | Jorrit Smeets     |
| 23 | Paesi Bassi (bandiera)        | D     | Perr Schuurs      |
| 24 | Turchia (bandiera)            | C     | Okan Kurt         |
| 25 | Paesi Bassi (bandiera)        | D     | Clint Essers      |
| 26 | Polonia (bandiera)            | C     | Adrian Purzycki   |
| 27 | Paesi Bassi (bandiera)        | C     | Stijn Keulen      |
| 28 | Paesi Bassi (bandiera)        | C     | Mailson Lima      |
| 29 | Paesi Bassi (bandiera)        | C     | Benjamin Bahtiri  |
| 31 | Paesi Bassi (bandiera)        | P     | Job van de Walle  |
|    | Macedonia del Nord (bandiera) | D     | Stefan Aškovski   |
|    | Paesi Bassi (bandiera)        | C     | Gavin Vlijter     |
|    | Paesi Bassi (bandiera)        | C     | Souhail Belkassem |
|    | Paesi Bassi (bandiera)        | D     | Giel Piereij      |

### Rosa 2015-2016
Aggiornata al 2 settembre 2015
| N. |                        | Ruolo | Calciatore       |
| -- | ---------------------- | ----- | ---------------- |
| 1  | Belgio (bandiera)      | P     | Ferhat Kaya      |
| 2  | Paesi Bassi (bandiera) | D     | Dennis Dengering |
| 3  | Paesi Bassi (bandiera) | D     | Ferry de Regt    |
| 4  | Paesi Bassi (bandiera) | D     | Roel Janssen     |
| 5  | Paesi Bassi (bandiera) | D     | Joeri Schroijen  |
| 6  | Paesi Bassi (bandiera) | C     | Jens van Son     |
| 7  | Paesi Bassi (bandiera) | C     | Jordie Briels    |
| 8  | Paesi Bassi (bandiera) | C     | Raymond Fafiani  |
| 10 | Paesi Bassi (bandiera) | C     | Youri Loen       |
| 11 | Paesi Bassi (bandiera) | A     | Lars Hutten      |
| 12 | Paesi Bassi (bandiera) | D     | Demen Roumen     |
| 14 | Paesi Bassi (bandiera) | C     | Dries Saddiki    |
| 15 | Paesi Bassi (bandiera) | A     | Ted de Man       |
| 16 | Paesi Bassi (bandiera) | C     | Gavin Vlijter    |

| N. |                        | Ruolo | Calciatore         |
| -- | ---------------------- | ----- | ------------------ |
| 17 | Germania (bandiera)    | C     | Gökan Lekesiz      |
| 18 | Paesi Bassi (bandiera) | C     | Bob Vankan         |
| 19 | Paesi Bassi (bandiera) | D     | Luc Mares          |
| 20 | Belgio (bandiera)      | C     | Muhammed Mert      |
| 21 | Belgio (bandiera)      | P     | Glenn Daniels      |
| 22 | Paesi Bassi (bandiera) | D     | Redzo Kovacevic    |
| 23 | Belgio (bandiera)      | C     | Nayib Lagouireh    |
| 25 | Belgio (bandiera)      | D     | Marco Ospitalieri  |
|    | Paesi Bassi (bandiera) | P     | Max Schijns        |
|    | Polonia (bandiera)     | A     | Maciej Termanowski |
|    | Paesi Bassi (bandiera) | A     | Tim Janssen        |
|    | Belgio (bandiera)      | D     | Niels Vets         |
|    | Paesi Bassi (bandiera) | C     | Soufian Moro       |
|    | Paesi Bassi (bandiera) | C     | Jordy ter Borgh    |

### Rosa 2014-2015
Aggiornata al 16 aprile 2015
| N. |                        | Ruolo | Calciatore       |
| -- | ---------------------- | ----- | ---------------- |
| 1  | Belgio (bandiera)      | P     | Ferhat Kaya      |
| 2  | Turchia (bandiera)     | D     | Fatih Turan      |
| 3  | Paesi Bassi (bandiera) | D     | Sem de Wit       |
| 4  | Paesi Bassi (bandiera) | D     | Roel Janssen     |
| 5  | Belgio (bandiera)      | D     | Kevin Kis        |
| 6  | Paesi Bassi (bandiera) | C     | Jordy ter Borgh  |
| 7  | Paesi Bassi (bandiera) | C     | Elroy Pappot     |
| 8  | Paesi Bassi (bandiera) | C     | Jordie Briels    |
| 9  | Paesi Bassi (bandiera) | A     | Donny de Groot   |
| 10 | Belgio (bandiera)      | C     | Muhammed Mert    |
| 11 | Paesi Bassi (bandiera) | D     | Joeri Schroijen  |
| 12 | Australia (bandiera)   | D     | Andrew Marveggio |
| 13 | Belgio (bandiera)      | D     | Niels Vets       |
| 14 | Paesi Bassi (bandiera) | C     | Jordi Baur       |

| N. |                        | Ruolo | Calciatore         |
| -- | ---------------------- | ----- | ------------------ |
| 15 | Paesi Bassi (bandiera) | A     | Gavin Vlijter      |
| 16 | Paesi Bassi (bandiera) | C     | Lars Gulpen        |
| 17 | Paesi Bassi (bandiera) | C     | Thiemo Vanmaris    |
| 18 | Paesi Bassi (bandiera) | C     | Bob Vankan         |
| 19 | Paesi Bassi (bandiera) | D     | Sjoerd Linssen     |
| 20 | Paesi Bassi (bandiera) | D     | Dennis Dengering   |
| 21 | Belgio (bandiera)      | P     | Glenn Daniels      |
| 22 | Paesi Bassi (bandiera) | A     | Seku Conneh        |
| 23 | Paesi Bassi (bandiera) | A     | Dion Watson        |
| 24 | Paesi Bassi (bandiera) | A     | Jelle van Rijswijk |
| 27 | Paesi Bassi (bandiera) | P     | Uri Lens           |
| 28 | Paesi Bassi (bandiera) | C     | Tomas Overhof      |
| 42 | Paesi Bassi (bandiera) | C     | Benjamin Bathiri   |

### Rosa 2012-2013
| N. |                                 | Ruolo | Calciatore       |
| -- | ------------------------------- | ----- | ---------------- |
| 1  | Belgio (bandiera)               | P     | Ferhat Kaya      |
| 2  | Paesi Bassi (bandiera)          | D     | Fernando Ricksen |
| 3  | Paesi Bassi (bandiera)          | D     | Roel Janssen     |
| 4  | Belgio (bandiera)               | D     | Timothy Dreesen  |
| 5  | Paesi Bassi (bandiera)          | D     | Joeri Schroijen  |
| 6  | Francia (bandiera)              | C     | Yoann de Boer    |
| 7  | Belgio (bandiera)               | A     | Ramazan Çevik    |
| 8  | Bosnia ed Erzegovina (bandiera) | C     | Adnan Sečerović  |
| 9  | Paesi Bassi (bandiera)          | A     | Prince Rajcomar  |
| 10 | Paesi Bassi (bandiera)          | C     | Ramon Voorn      |
| 11 | Francia (bandiera)              | A     | Kevin Diaz       |
| 12 | Paesi Bassi (bandiera)          | C     | Quin Kruijsen    |
| 13 | Paesi Bassi (bandiera)          | D     | Roy Goossens     |

| N. |                         | Ruolo | Calciatore         |
| -- | ----------------------- | ----- | ------------------ |
| 14 | Paesi Bassi (bandiera)  | A     | Thijs Nieuwland    |
| 15 | Paesi Bassi (bandiera)  | A     | Chris Burhenne     |
| 16 | Belgio (bandiera)       | D     | Niels Vets         |
| 17 | Paesi Bassi (bandiera)  | D     | Wallid Sekour      |
| 18 | Paesi Bassi (bandiera)  | D     | Davy Hodselmans    |
| 20 | Paesi Bassi (bandiera)  | C     | Lars Gulpen        |
| 21 | Paesi Bassi (bandiera)  | A     | Gevaro Nepomuceno  |
| 22 | Paesi Bassi (bandiera)  | C     | Jordie Briels      |
| 23 | Paesi Bassi (bandiera)  | P     | Mark Voss          |
| 25 | Belgio (bandiera)       | D     | Jonathan Hendrickx |
| 26 | Belgio (bandiera)       | D     | Fatih Turan        |
| 29 | Paesi Bassi (bandiera)  | A     | Aziz Khalouta      |
| 39 | RD del Congo (bandiera) | A     | Patrick N'Koyi     |